# Amper (rzeka)
Amper – rzeka w Niemczech, lewy dopływ Izary. Jej źródła znajdują się w Alpach Bawarskich, niedaleko jeziora Ammersee i dlatego też górny bieg rzeki nazywany jest również Ammer.
Ma łączną długość 190 km. Nad Amper mieścił się obóz koncentracyjny KL Dachau.